# 三枝博音
三枝 博音（さいぐさ ひろと、1892年〈明治25年〉5月20日 - 1963年〈昭和38年〉11月9日）は、日本の哲学者。 思想史・科学史・技術史についての研究も多い。

## 経歴
広島県山県郡本地村（現・北広島町）出身。生家は浄土真宗の寺院・浄専坊。第四仏教中学（現・崇徳高等学校）を経て、東京帝国大学文学部哲学科に進む。在学中1年間の兵役体験から、社会的なものへ傾倒しマルクス主義に没頭した。
1922年大学卒業後は同郷で、医学史の大家・富士川游に師事。東洋大学、立正大学、法政大学などで教職に就いた。1928年、無神論運動を起こす。1931年半年間ドイツに留学、世界観の変革に多大な影響を受けた。1932年に戸坂潤らとともに唯物論研究会の創立に参加。機関誌『唯物論研究』の初代の編集部長となる。1933年思想弾圧により1ヶ月間拘禁の難に遭い教職を辞した。この事件を機に富士川らの薦めで日本哲学思想史の本格的研究を始めた。
戦後は鎌倉大学校（後の鎌倉アカデミア）の創立に加わり、第2代校長。後に日本科学史学会会長や明治大学教授、横浜市立大学教授・学長を務めた。
1963年11月9日、帰宅中に乗車していた国鉄横須賀線の三重衝突事故（鶴見事故）に巻き込まれて死去。71歳没。
中村雄二郎は『共通感覚論』（岩波書店 1979）で、三枝や戸坂ならびに三木清、中井正一の仕事を振り返ることで、西田幾多郎の「場所の論理」を発展的に乗り越えうると評している。
蔵書は横浜市立大学学術情報センターに「三枝文庫」として収蔵された。なお墓所は鎌倉市の東慶寺に、鎌倉アカデミアの同僚高見順、三上次男の墓と共にある。

## 著書
- 認識論考 大雄閣 1928
- 資本論の弁証法 刀江書院 1931
- ヘーゲル・論理の科学 其把握の為めに 刀江書院 1931
- 文化の危機 時潮社 1933
- 日本に於ける哲学的観念論の発達史 文圃堂書店 1934
- 弁証法談叢 中央公論社 1935
- 論理学 三笠書房 1935 (唯物論全書)
- 小説と論理 野田書房 1936
- 日本の思想文化 第一書房 1937、中公文庫 1978
- ヘーゲル論理学  河出書房 1938 (名著研究文庫)
- 文学のフィジカとメタフィジカ 河出書房 1938
- 日本の知性と技術 第一書房 1939
- 現代日本文明史 第14巻 技術史 東洋経済新報社 1940
- 三浦梅園の哲学 第一書房 1941
- 技術の思想 第一書房 1941
- 日本の文学への眼 朝日新聞社 1942
- 梅園哲学入門 第一書房 1943
- 技術家評伝 科学主義工業社 1940-43
- 技術史研究 十一組出版部 1944
- 資本論の弁証法 時潮社 1946
- 私の敬愛する哲学者たち 十一組出版部 1947
- 哲学するための序説 国土社 1948
- 技術の思想性 早川書房 1948
- ヘーゲル大論理学 日本読書組合 1948
- 唯物論者の倫理 中央公論社 1949
- 美しい生活の倫理 若き女性のための哲学 田園社 1950
- 中学生歴史文庫 世界史 4 産業革命 福村書店 1951
- 技術の哲学 岩波書店 1951 (岩波全書)
- 哲学史入門 創元社 1952-53
- 伊能忠敬 国土社 1955 (少年伝記文庫)
- 日本の唯物論者 英宝社 1956
- 西欧化日本の研究 中央公論社 1958
- 河原の石 三枝博音・その人と思想 飯田賢一編 清水弘文堂書房 1969
- 三枝博音著作集 全12巻 中央公論社 1972-73
- 三枝博音著作集 別巻 中央公論社 1977.7 総索引

## 共編著
- ヘーゲルの観念論的マルクスの唯物論的弁証法新研究 今田竹千代共編 モナス 1931
- 日本講座 第5巻 宗教 鳥井博郎共著 三笠書房 1937、改題「日本宗教思想史」
- 日本文化の構想と現実 中央公論社 1943 (大東亜基礎問題研究)
- 三浦梅園集 岩波文庫 1953
- 日本の産業につくした人々 鳥井博郎共著 毎日新聞社 1954 (毎日少年ライブラリー)
- 日本文化史講座 第5巻 宗教と科学の歴史 新評論社 1955
- 日本哲学思想全書 全20巻 清水幾太郎共編 平凡社、1956-57
- 日本近代製鉄技術発達史 八幡製鉄所の確立過程 飯田賢一共編 東洋経済新報社 1957
- 講座・科学技術教育 岡邦雄・長谷川淳共編 明治図書出版 1959
- 近代日本産業技術の西欧化 野崎茂・佐々木峻共編 東洋経済新報社 1960
- 世界史における日本の文化 三枝博音記念論集編集委員会 第一法規 1965

## 翻訳
- 精神科学序説 ヴイルヘルム・ディルタイ 大村書店 1928
- ヘーゲル弁証法 原文対訳 人文書房　1930
- 記述的分析的心理学 デイルタイ 江塚幸夫共訳　モナス 1932
- 技術と文化 ウルリヒ・ヴェント 吉沢忠雄共訳 河出書房 1939
- 道具と人類の発展 上 ノワレ 1954 (岩波文庫)
- デ・レ・メタリカ 近世技術の集大成-全訳とその研究 アグリコラ 山崎俊雄編 岩崎学術出版社 1968

## 伝記
- 前川清治『鎌倉アカデミア--三枝博音と若きかもめたち』（サイマル出版会、1994年）
- 前川清治『三枝博音と鎌倉アカデミア』（中公新書、1996年）
- 飯田賢一『回想の三枝博音　人間と技術と教育』（こぶし書房、1996年）
- 書誌　飯田編『三枝博音』＜人物書誌大系27＞（日外アソシエーツ 1992年）